# Camigliatello Silano
Camigliatello Silano is een plaats (frazione) in de Italiaanse gemeente Spezzano della Sila.

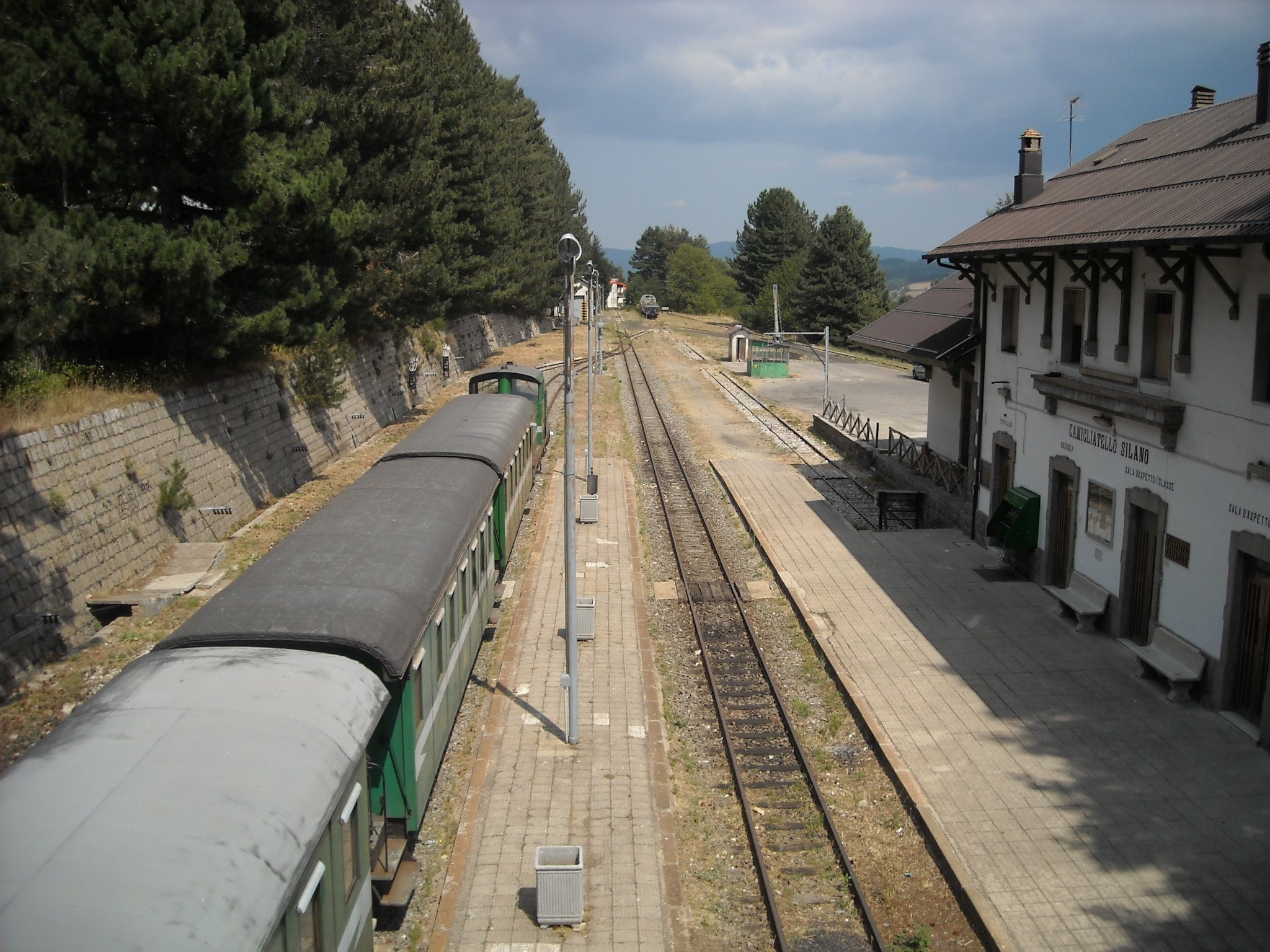
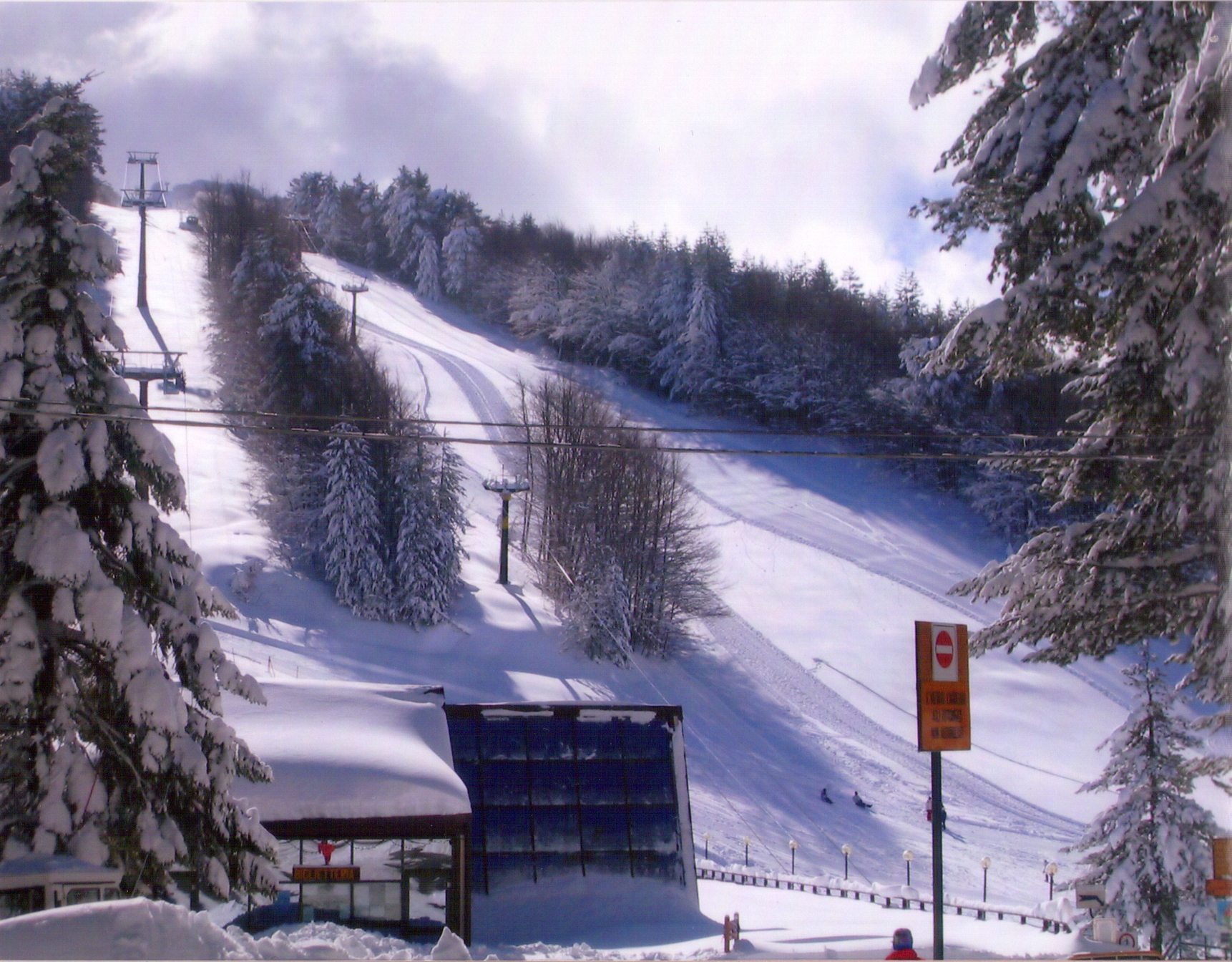